# Cupa Campionilor Europeni 1961-1962
Sezonul 1960-61 al competiției europene inter-cluburi Cupa Campionilor Europeni la fotbal a fost câștigat pentru a doua oară consecutiv de SL Benfica Lisabona, învingătoare în finala disputată cu Real Madrid CF.
Reprezentanta României, CCA București, a fost eliminată încă din preliminarii de către reprezentanta Austriei, FK Austria Viena.

## Preliminarii

### Tragerea la sorți
Tragerea la sorți a meciurilor preliminarii a avut loc la Copenhaga, în data de 4 iulie 1961. SL Benfica Lisabona, în calitate de deținătoare a trofeului a fost exceptată de la preliminarii. Celelalte 28 de formații au fost repartizate în două urne, pe criterii geografice. Primul club extras din fiecare urnă calificându-se direct iar celelalte urmând a disputa meciuri de calificare.
| Urna 1 (Europa de nord): | Valkeakosken Haka       | Linfield FC Belfast    | Tottenham Hotspur FC Londra |
|                          | 1. FC Nürnberg VfL eV   | ASK Vorwärts Berlin    | KS Górnik Zabrze            |
|                          | Fredrikstad FK          | IFK Göteborg           | Boldklubben 1913 Odense     |
|                          | Feyenoord Rotterdam     | AS Monaco              | Drumcondra FC Dublin        |
|                          | Royal Standard de Liège | CA Spora Luxembourg    | Glasgow Rangers FC          |
| Urna 2 (Europa de sud):  | Fenerbahçe SK Istanbul  | Real Madrid CF         | Sporting CP Lisabona        |
|                          | Servette FC Geneva      | FK Austria Viena       | CCA București               |
|                          | CDNA Sofia              | Panathinaikos AO Atena | VTJ Dukla Praga             |
|                          | Budapesti SC Vasas      | JSD Partizan Belgrad   | Juventus FC Torino SpA      |
|                          | Paola Hibernians FC     |                        |                             |

| Echipa 1                | Total  | Echipa 2                    | Turul I | Turul II | Baraj |
| ----------------------- | ------ | --------------------------- | ------- | -------- | ----- |
| 1. FC Nürnberg VfL eV   | 9 – 1  | Drumcondra FC Dublin        | 5 – 0   | 4 – 1    |       |
| ASK Vorwärts Berlin     | 3 – 0  | Linfield FC Belfast         | 3 – 0   | anulat   |       |
| AS Monaco               | 4 – 6  | Glasgow Rangers FC          | 2 – 3   | 2 – 3    |       |
| CDNA Sofia              | 5 – 6  | VTJ Dukla Praga             | 4 – 4   | 1 – 2    |       |
| IFK Göteborg            | 2 – 11 | Feyenoord Rotterdam         | 0 – 3   | 2 – 8    |       |
| Servette FC Geneva      | 7 – 1  | Paola Hibernians FC         | 5 – 0   | 2 – 1    |       |
| Royal Standard de Liège | 4 – 1  | Fredrikstad FK              | 2 – 1   | 2 – 0    |       |
| Budapesti SC Vasas      | 1 – 5  | Real Madrid CF              | 0 – 2   | 1 – 3    |       |
| CA Spora Luxembourg     | 2 – 15 | Boldklubben 1913 Odense     | 0 – 6   | 2 – 9    |       |
| KS Górnik Zabrze        | 5 – 10 | Tottenham Hotspur FC Londra | 4 – 2   | 1 – 8    |       |
| Sporting CP Lisabona    | 1 – 3  | JSD Partizan Belgrad        | 1 – 1   | 0 – 2    |       |
| Panathinaikos AO Atena  | 2 – 3  | Juventus FC Torino SpA      | 1 – 1   | 1 – 2    |       |
| CCA București           | 0 – 2  | FK Austria Viena            | 0 – 0   | 0 – 2    |       |

### Turul I
| 1. FC Nürnberg VfL eV                         | 5 – 0   | Drumcondra FC Dublin |
| --------------------------------------------- | ------- | -------------------- |
| Müller 10' Strehl 15', 23' Gettinger 46', 74' | Detalii |                      |

| ASK Vorwärts Berlin      | 3 – 0   | Linfield FC Belfast |
| ------------------------ | ------- | ------------------- |
| Kohle 10', 38' Wirth 52' | Detalii |                     |

| AS Monaco                                | 2 – 3   | Glasgow Rangers FC       |
| ---------------------------------------- | ------- | ------------------------ |
| Hess 61' · Carlier 75' (pen) · Douis 82' | Detalii | Baxter 9' Scott 25', 85' |

| CDNA Sofia                              | 4 – 4   | VTJ Dukla Praga                              |
| --------------------------------------- | ------- | -------------------------------------------- |
| Rankov 31' Rakarov 49' Romanov 63', 84' | Detalii | Jelínek 36' Kučera 42' Dvorák 52' Adamec 60' |

| IFK Göteborg | 0 – 3   | Feyenoord Rotterdam                            |
| ------------ | ------- | ---------------------------------------------- |
|              | Detalii | Bouwmeester 31' Bennaars 32' Mosje Temming 41' |

| Servette FC Geneva                                 | 5 – 0   | Paola Hibernians FC |
| -------------------------------------------------- | ------- | ------------------- |
| Robbiani 3', 30' Nemeth 20' Georgy 57' (pen.), 70' | Detalii |                     |

| Royal Standard de Liège     | 2 – 1   | Fredrikstad FK |
| --------------------------- | ------- | -------------- |
| Dierendonck 5' Paeschen 77' | Detalii | Borgersen 60'  |

| Budapesti SC Vasas | 0 – 2   | Real Madrid CF |
| ------------------ | ------- | -------------- |
|                    | Detalii | Tejada 6', 28' |

| CA Spora Luxembourg | 0 – 6   | Boldklubben 1913 Odense                                            |
| ------------------- | ------- | ------------------------------------------------------------------ |
|                     | Detalii | Löfquist 6' Remy 37' (ag.) Bruun 37' Rasmussen 50', 66' Hansen 55' |

| KS Górnik Zabrze                                  | 4 – 2   | Tottenham Hotspur FC Londra |
| ------------------------------------------------- | ------- | --------------------------- |
| Norman 8' (ag.) Musiałek 20' Wilczek 40' Pohl 48' | Detalii | Jones 70' Dyson 73'         |

| Sporting CP Lisabona | 1 – 1   | JSD Partizan Belgrad |
| -------------------- | ------- | -------------------- |
| Soares 87'           | Detalii | Vukelić 68'          |

| Panathinaikos AO Atena | 1 – 1   | Juventus FC Torino SpA |
| ---------------------- | ------- | ---------------------- |
| Papaemmanuil 64'       | Detalii | Mora 42'               |

| CCA București | 0 – 0   | FK Austria Viena |
| ------------- | ------- | ---------------- |
|               | Detalii |                  |

### Turul II
| Glasgow Rangers FC          | 3 – 2   | AS Monaco     |
| --------------------------- | ------- | ------------- |
| Christie 47', 68' Scott 84' | Detalii | Hess 18', 77' |

Glasgow Rangers FC s-a calificat cu scorul general 6–4.
| Feyenoord Rotterdam                                                           | 8 – 2   | IFK Göteborg                |
| ----------------------------------------------------------------------------- | ------- | --------------------------- |
| Mosje Temming 3', 88' Bennaars 9', 80' Schouten 20' Bouwmeester 44', 58', 59' | Detalii | Danielsson 70' Svensson 73' |

Feyenoord Rotterdam s-a calificat cu scorul general 11–2.
| Drumcondra FC Dublin | 1 – 4   | 1. FC Nürnberg VfL eV     |
| -------------------- | ------- | ------------------------- |
| Fullam 16'           | Detalii | Strehl 15', 47', 52', 65' |

1. FC Nürnberg VfL eV s-a calificat cu scorul general 9–1.
| VTJ Dukla Praga         | 2 – 1   | CDNA Sofia |
| ----------------------- | ------- | ---------- |
| Kučera 53' Šafránek 69' | Detalii | Rankov 43' |

VTJ Dukla Praga s-a calificat cu scorul general 6–5.
| Boldklubben 1913 Odense                                                     | 9 – 2   | CA Spora Luxembourg |
| --------------------------------------------------------------------------- | ------- | ------------------- |
| Andersen 38' (pen), 76', 77' Löfquist 45', 56', 61', 82', 86' Rasmussen 63' | Detalii | Bruns 10' Leer 30'  |

Boldklubben 1913 Odense s-a calificat cu scorul general 15–2.
| Paola Hibernians FC | 1 – 2   | Servette FC Geneva        |
| ------------------- | ------- | ------------------------- |
| Sultana 60'         | Detalii | Wüthrich 42' Robbiani 78' |

Servette FC Geneva s-a calificat cu scorul general 7–1.
| Fredrikstad FK | 0 – 2   | Royal Standard de Liège |
| -------------- | ------- | ----------------------- |
|                | Detalii | Claessen 68', 79'       |

Royal Standard de Liège s-a calificat cu scorul general 4–1.
| Real Madrid CF                 | 3 – 1   | Budapesti SC Vasas |
| ------------------------------ | ------- | ------------------ |
| Di Stéfano 11', 57' Tejada 89' | Detalii | Pál I 10'          |

Real Madrid CF s-a calificat cu scorul general 5–1.
| Tottenham Hotspur FC Londra                                                  | 8 – 1   | KS Górnik Zabrze |
| ---------------------------------------------------------------------------- | ------- | ---------------- |
| Blanchflower 8' (pen) Jones 20', 41', 43' Smith 45', 70' Dyson 78' White 85' | Detalii | Pohl 26'         |

Tottenham Hotspur s-a calificat cu scorul general 10–5.
| JSD Partizan Belgrad      | 2 – 0   | Sporting CP Lisabona |
| ------------------------- | ------- | -------------------- |
| Radović 68' Vislavski 87' | Detalii |                      |

JSD Partizan Belgrad s-a calificat cu scorul general 3–1.
| Juventus FC Torino SpA | 2 – 1   | Panathinaikos AO Atena |
| ---------------------- | ------- | ---------------------- |
| Nicolè 20' Rossano 26' | Detalii | Holevas 62' (pen.)     |

Juventus FC Torino SpA s-a calificat cu scorul general 3–1.
| FK Austria Viena          | 2 – 0   | CCA București  |
| ------------------------- | ------- | -------------- |
| Stotz 38' (pen) Nemec 40' | Detalii | Constantin 38' |

FK Austria Viena s-a calificat cu scorul general 2–0.
| Linfield FC Belfast | anulat  | ASK Vorwärts Berlin |
| ------------------- | ------- | ------------------- |
|                     | Detalii |                     |

Meciul a fost anulat deoarece autoritățile britanice au refuzat acordarea vizelor de intrare pentru jucătorii est-germani iar clubul gazdă nu a reușit organizarea meciului retur într-o altă locație. ASK Vorwärts Berlin s-a calificat.

## Optimi de finală
| Echipa 1                | Total  | Echipa 2                    | Turul I | Turul II | Baraj |
| ----------------------- | ------ | --------------------------- | ------- | -------- | ----- |
| Boldklubben 1913 Odense | 0 – 12 | Real Madrid CF              | 0 – 3   | 0 – 9    |       |
| Fenerbahçe SK Istanbul  | 1 – 3  | 1. FC Nürnberg VfL eV       | 1 – 2   | 0 – 1    |       |
| Royal Standard de Liège | 7 – 1  | Valkeakosken Haka           | 5 – 1   | 2 – 0    |       |
| FK Austria Viena        | 2 – 6  | SL Benfica Lisabona         | 1 – 1   | 1 – 5    |       |
| Feyenoord Rotterdam     | 2 – 4  | Tottenham Hotspur FC Londra | 1 – 3   | 1 – 1    |       |
| Servette FC Geneva      | 4 – 5  | VTJ Dukla Praga             | 4 – 3   | 0 – 2    |       |
| JSD Partizan Belgrad    | 1 – 7  | Juventus FC Torino SpA      | 1 – 2   | 0 – 5    |       |
| Vorwärts Berlin         | 2 – 6  | Glasgow Rangers FC          | 1 – 2   | 1 – 4    |       |

### Turul I
| Boldklubben 1913 Odense | 0 – 3   | Real Madrid CF             |
| ----------------------- | ------- | -------------------------- |
|                         | Detalii | Puskás 15', 83' Tejada 87' |

| Fenerbahçe SK Istanbul | 1 – 2   | 1. FC Nürnberg VfL eV       |
| ---------------------- | ------- | --------------------------- |
| Bartu 65'              | Detalii | Flachenecker 53' Strehl 56' |

| Royal Standard de Liège                             | 5 – 1   | Valkeakosken Haka |
| --------------------------------------------------- | ------- | ----------------- |
| Dierendonck 12' Claessen 33', 61', 75' Paeschen 78' | Detalii | Kumpulampi 76'    |

| FK Austria Viena | 1 – 1   | SL Benfica Lisabona |
| ---------------- | ------- | ------------------- |
| Stark 69'        | Detalii | Águas 31'           |

| Feyenoord Rotterdam | 1 – 3   | Tottenham Hotspur FC Londra |
| ------------------- | ------- | --------------------------- |
| Kreijermaat 61'     | Detalii | Dyson 42' Saul 48', 73'     |

| Servette FC Geneva                | 4 – 3   | VTJ Dukla Praga               |
| --------------------------------- | ------- | ----------------------------- |
| Fatton 19', 64', 88' Robbiani 84' | Detalii | Adamec 7', 50' Vacenovsky 37' |

| JSD Partizan Belgrad | 1 – 2   | Juventus FC Torino SpA |
| -------------------- | ------- | ---------------------- |
| Vasović 76'          | Detalii | Nicolè 35' Rossano 73' |

| Vorwärts Berlin | 1 – 2   | Glasgow Rangers FC          |
| --------------- | ------- | --------------------------- |
| Kohle 27'       | Detalii | Caldow 28' (pen.) Brand 43' |

### Turul II
| Real Madrid CF                                                                        | 9 – 0   | Boldklubben 1913 Odense |
| ------------------------------------------------------------------------------------- | ------- | ----------------------- |
| Puskás 7' Del Sol 25', 43' Di Stéfano 29', 35', 60' Gento 61', 75' Isidro Sánchez 89' | Detalii |                         |

Real Madrid CF s-a calificat cu scorul general 12–0.
| Valkeakosken Haka | 0 – 2   | Royal Standard de Liège           |
| ----------------- | ------- | --------------------------------- |
|                   | Detalii | Semmeling 78' Nittymäki 87' (ag.) |

Royal Standard de Liège s-a calificat cu scorul general 7–1.
| SL Benfica Lisabona                        | 5 – 1   | FK Austria Viena    |
| ------------------------------------------ | ------- | ------------------- |
| Santana 4', 82' Águas 36', 44' Eusébio 68' | Detalii | Fernandes 80' (ag.) |

SL Benfica Lisabona s-a calificat cu scorul general 6–1.
| Tottenham Hotspur FC Londra | 1 – 1   | Feyenoord Rotterdam |
| --------------------------- | ------- | ------------------- |
| Dyson 10'                   | Detalii | Bennaars 7'         |

Tottenham Hotspur FC Londra s-a calificat cu scorul general 4–2.
| Juventus FC Torino SpA                         | 5 – 0   | JSD Partizan Belgrad |
| ---------------------------------------------- | ------- | -------------------- |
| Nicolè 1' Mora 36', 65' Rosa 61' Stacchini 67' | Detalii |                      |

Juventus FC Torino SpA s-a calificat cu scorul general 7–1.
| VTJ Dukla Praga | 2 – 0   | Servette FC Geneva |
| --------------- | ------- | ------------------ |
| Kučera 24', 27' | Detalii |                    |

VTJ Dukla Praga s-a calificat cu scorul general 5–4.
| Glasgow Rangers FC                         | 4 – 1   | Vorwärts Berlin |
| ------------------------------------------ | ------- | --------------- |
| Henderson 37' McMillan 65', 81' Caldow 67' | Detalii | Kalinke 51'     |

Glasgow Rangers FC s-a calificat cu scorul general 6–2.
| 1. FC Nürnberg VfL eV | 1 – 0   | Fenerbahçe SK Istanbul |
| --------------------- | ------- | ---------------------- |
| Wild 72'              | Detalii |                        |

1. FC Nürnberg VfL eV s-a calificat cu scorul general 3–1.

## Sferturi de finală
| Echipa 1                | Total | Echipa 2                    | Turul I | Turul II | Baraj |
| ----------------------- | ----- | --------------------------- | ------- | -------- | ----- |
| 1. FC Nürnberg VfL eV   | 3 – 7 | SL Benfica Lisabona         | 3 – 1   | 0 – 6    |       |
| Royal Standard de Liège | 4 – 3 | Glasgow Rangers FC          | 4 – 1   | 0 – 2    |       |
| VTJ Dukla Praga         | 2 – 4 | Tottenham Hotspur FC Londra | 1 – 0   | 1 – 4    |       |
| Juventus FC Torino SpA  | 1 – 1 | Real Madrid CF              | 0 – 1   | 1 – 0    | 3 – 1 |

### Turul I
| 1. FC Nürnberg VfL eV            | 3 – 1   | SL Benfica Lisabona |
| -------------------------------- | ------- | ------------------- |
| Flachenecker 31', 85' Strehl 40' | Detalii | Cavém 10'           |

| Royal Standard de Liège                 | 4 – 1   | Glasgow Rangers FC |
| --------------------------------------- | ------- | ------------------ |
| Claessen 7' Crossan 40', 51' Vliers 56' | Detalii | Wilson 18'         |

| VTJ Dukla Praga | 1 – 0   | Tottenham Hotspur FC Londra |
| --------------- | ------- | --------------------------- |
| Kučera 59'      | Detalii |                             |

| Juventus FC Torino SpA | 0 – 1   | Real Madrid CF |
| ---------------------- | ------- | -------------- |
|                        | Detalii | Di Stéfano 69' |

### Turul II
| Glasgow Rangers FC          | 2 – 0   | Royal Standard de Liège |
| --------------------------- | ------- | ----------------------- |
| Brand 28' Caldow 89' (pen.) | Detalii |                         |

Royal Standard de Liège s-a calificat cu scorul general 4–3.
| Real Madrid CF | 0 – 1   | Juventus FC Torino SpA |
| -------------- | ------- | ---------------------- |
|                | Detalii | Sívori 39'             |

La scorul general 1–1 s-a disputat un meci de baraj.
| SL Benfica Lisabona                                  | 6 – 0   | 1. FC Nürnberg VfL eV |
| ---------------------------------------------------- | ------- | --------------------- |
| Águas 3' Eusébio 4', 55' Coluna 21' Augusto 63', 78' | Detalii |                       |

SL Benfica Lisabona s-a calificat cu scorul general 7–3.
| Tottenham Hotspur FC Londra    | 4 – 1   | VTJ Dukla Praga |
| ------------------------------ | ------- | --------------- |
| Smith 11' (53) Mackay 15' (54) | Detalii | Jelinek 46'     |

Tottenham Hotspur FC Londra s-a calificat cu scorul general 4–2.

### Baraj
| Real Madrid CF                 | 3 – 1   | Juventus FC Torino SpA |
| ------------------------------ | ------- | ---------------------- |
| Felo 1' del Sol 65' Tejada 83' | Detalii | Sívori 35'             |

Real Madrid CF s-a calificat.

## Semifinale
| Echipa 1            | Total | Echipa 2                    | Turul I | Turul II | Baraj |
| ------------------- | ----- | --------------------------- | ------- | -------- | ----- |
| SL Benfica Lisabona | 4 – 3 | Tottenham Hotspur FC Londra | 3 – 1   | 1 – 2    |       |
| Real Madrid CF      | 6 – 0 | Royal Standard de Liège     | 4 – 0   | 2 – 0    |       |

### Turul I
| SL Benfica Lisabona        | 3 – 1   | Tottenham Hotspur FC Londra |
| -------------------------- | ------- | --------------------------- |
| Simões 5' Augusto 19', 64' | Detalii |                             |

| Real Madrid CF                            | 4 – 0   | Royal Standard de Liège |
| ----------------------------------------- | ------- | ----------------------- |
| Di Stéfano 24' Tejada 38', 68' Casado 47' | Detalii |                         |

### Turul II
| Tottenham Hotspur FC Londra      | 2 – 1   | SL Benfica Lisabona |
| -------------------------------- | ------- | ------------------- |
| Smith 34' Blanchflower 48' (pen) | Detalii | Águas 31'           |

SL Benfica Lisabona s-a calificat cu scorul general 4–3.
| Royal Standard de Liège | 0 – 2   | Real Madrid CF         |
| ----------------------- | ------- | ---------------------- |
|                         | Detalii | Puskás 50' Del Sol 59' |

## Finală
| SL Benfica Lisabona                             | 5 – 3   | Real Madrid CF       |
| ----------------------------------------------- | ------- | -------------------- |
| Águas 25' Cavém 34' Coluna 51' Eusébio 65', 68' | Detalii | Puskás 17', 23', 38' |

| SL Benfica Lisabona | SL Benfica Lisabona | Real Madrid CF | Real Madrid CF | Așezarea echipelor                                           |
| | \| Finala \| \| 2 mai 1962, ora 19:30 la Amsterdam (Stadionul Olimpic) \| \| Scor: 5 – 3 (2 – 3) \| \| Spectatori: 61.257 \| \| Arbitru: Leopold Sylvain Horn, Olanda \| \| Detalii \|          | \| Finala \| \| 2 mai 1962, ora 19:30 la Amsterdam (Stadionul Olimpic) \| \| Scor: 5 – 3 (2 – 3) \| \| Spectatori: 61.257 \| \| Arbitru: Leopold Sylvain Horn, Olanda \| \| Detalii \| |                | Așezarea echipelor SL Benfica Lisabona versus Real Madrid CF |
| - Alberto da Costa Pereira - Mário João - Germano de Figueiredo - Ângelo Martins - Domiciano Cavém - Fernando Cruz - José Augusto - Eusébio - José Águas - Mário Coluna - António Simões Antrenor: Béla Guttmann | - José Araquistáin - Pedro Casado - Vicente Miera - Felo - José Santamaría - Pachín - Justo Tejada - Luis del Sol - Alfredo Di Stéfano - Ferenc Puskás - Francisco Gento Antrenor: Miguel Muñoz | |                | Așezarea echipelor SL Benfica Lisabona versus Real Madrid CF |
| 1 – 2 José Águas (25) 2 – 2 Domiciano Cavém (34) 3 – 3 Mário Coluna (51) 4 – 3 Eusébio (65) 4 – 3 Eusébio (68)                                                                                                   | 0 – 1 Ferenc Puskás (17) 0 – 2 Ferenc Puskás (23) 2 – 3 Ferenc Puskás (38) | |                | Așezarea echipelor SL Benfica Lisabona versus Real Madrid CF |
| Finala | | |                |                                                              |
| 2 mai 1962, ora 19:30 la Amsterdam (Stadionul Olimpic) | | |                |                                                              |
| Scor: 5 – 3 (2 – 3) | | |                |                                                              |
| Spectatori: 61.257 | | |                |                                                              |
| Arbitru: Leopold Sylvain Horn, Olanda | | |                |                                                              |
| Detalii | | |                |                                                              |

## Golgheteri
7 goluri
- Alfredo di Stéfano (Real Madrid CF)
- Bent Løfqvist (Boldklubben 1913 Odense)
- Ferenc Puskás (Real Madrid CF)
- Heinz Strehl (1. FC Nürnberg)
- Justo Tejada (Real Madrid CF)